# Feroculus feroculus
Feroculus feroculus es una especie de musaraña de la familia Soricidae. Es la única especie del género Feroculus.

## Distribución geográfica
Es  endémica de Sri Lanka y el sur de la India.

## Hábitat
Su hábitat natural son: zonas tropicales o subtropicales, de bosques áridos, pastos y pantanos.

## Estado de conservación
Se encuentra amenazada de extinción por la pérdida de su hábitat natural.